# Paul Brenot
Paul Jacques Antide Brenot est un ingénieur français né le 19 septembre 1880 à Ruoms (Ardèche), et, mort le 19 août 1967 à Neuilly-sur-Seine. Il s'est illustré dans le domaine de la radio naissante de la première moitié du XXe siècle et a été l'un des dirigeants de la Compagnie générale de la télégraphie sans fil (CSF) et de sa filiale la Société française radio-électrique (SFR).

## Biographie
Sorti de Polytechnique en 1903, Paul Brenot est intégré dans les services radio de l'armée française dirigés par le capitaine Ferrié. Il reste toute sa vie attaché à ce qu'il appelle la « Bande à Ferrié ». En 1910, le capitaine Brenot expérimente l'émission radio à bord d'un avion Blériot puis d'un avion Farman .
Après la Première Guerre mondiale, il rejoint la Compagnie générale de la télégraphie sans fil (CSF) dirigée par son camarade de promotion Émile Girardeau et dont il devient plus ou moins le directeur technique. En 1945, après le départ de Girardeau, il devient également PDG de sa principale filiale, la Société française radio-électrique (SFR) et restera à ce poste jusqu'en 1951,.
Dans les années 1930, il joue un rôle de premier plan dans les syndicats patronaux de l'industrie électrique : Syndicat Professionnel des Industries Radioélectriques et Chambre Syndicale des Industries Radioélectriques.

## Œuvres
- L'Industrie de la radioélectricité, son importance, son évolution, ses besoins, son avenir ; Société d'encouragement pour l'industrie nationale, 1926
- A la conquête des ondes, la T.S.F. ; Plon, 1929

Prix Sobrier-Arnould de l’Académie française 1930
- Un vieil hôtel du Marais du XIVe au XXe siècle, André Tournon, 1939
- Le siècle de la T.S.F.; Éditions de Minuit, 1959
- Législation applicable aux centrales thermiques;  P. Morel et fils, 1963